# Neea bernardii
Neea bernardii är en underblomsväxtart som beskrevs av Julian Alfred Steyermark. Neea bernardii ingår i släktet Neea och familjen underblomsväxter. Inga underarter finns listade i Catalogue of Life.